# Central Intelligence Organisation
Središnja obavještajna organizacija (eng. Central Intelligence Organisation, CIO) je nacionalna obavještajna služba ili tajna policija države Zimbabvea. Nastala je ranih 1960-ih kao vanjska-produžena ruka Posebnog ogranka Britanske južnoafričke policije za prikupljanje obavještajnih podataka, u vrijeme mandata južnorodezijskog premijera Winstona Fielda.
Proračun CIO nije predmetom revizije, a glavni nadređeni je Robert Mugabe.

## Povijest
CIO je formiran u Rodeziji listopada 1963. prema nalogu premijera Winstona Fielda po raspuštanju Federacije Rodezije i Nyasalanda te preuzela dužnosti od Federalnog obavještajnog i sigurnosnog ureda (Federal Intelligence and Security Bureau), koji je bio koordinacijski ured koji je analizirao obavještajne informacije koje je prikupila Britanska južnoafrička policija (BSAP) te policijske snage Sjeverne Rodezije i Nyasalanda.
Prvi čelnik CIO bio je Ken Flower. Tijekom njegova vodstva stožer Posebnog ogranka BSAP-a bio je inkorporiran u CIO, dok je Posebni ogranak (Special Branch) zadržao dužnost unutarnje sigurnosti unutar BSAP-a. Glavni u CIO-u i nasljednik Flowera bio je Danny Stannard. Njegov brat Richard Stannard, bivši bojnik Vojne policije Britanske vojske, postao je direktor vojne obavještajne službe (Director Military Intelligence, DMI) pod Robertom Mugabeom. Richard je poput Emmersona Mnangagwe bio poznat po novačenju inozemnih obavještajnih službi[nedostaje izvor], inicijalno, ali ne samo to, radi ulaska kod bivših kolega u BMATT-u (British Army Training Team), poslanih za pomoć u stvaranju Zimbabveanske nacionalne vojske.

## Funkcije
Funkcija organizacije je pružiti visoku razinu sigurnosti državi od prijetnja u zemlji i inozemstvu. Organizacija također pruža visoku razinu sigurnosti visokorangiranim državnim dužnosnicima kao što je predsjednik, raznim vladinim zaposlenicima kao što su ministri i diplomati koji rade u i izvan Zimbabvea. Regionalno organizacija surađuje s drugim obavještajnim organizacijama iz drugih afričkih zemalja pod regionalnim tijelom zvanim Central Intelligence and Security Services of Africa (CISSA) radi borbe s problemima koji ugrožavaju stabilnost kontinenta te zaustavljanje razvijanja pojava poput terorizma i ekstremizma.